# Třída G 85
Třída G 85 byla třída torpédoborců německé Kaiserliche Marine z období první světové války. Celkem bylo postaveno jedenáct jednotek této třídy. Šest torpédoborců byly ztraceno za první světové války. Další čtyři byly po válce internovány ve Scapa Flow, kde je v roce 1919 během incidentu ve Scapa Flow potopily vlastní posádky. Později byly sešrotovány, stejně jako poslední torpédoborec G 95, v rámci reparací předaný Velké Británii.

## Stavba
Torpédoborce byly objednány v rámci mobilizačního programu z roku 1914. Celkem bylo postaveno jedenáct jednotek této třídy. Jejich kýly byly založeny roku 1915 v loděnici Germaniawerft v Kielu. Do služby byly přijaty v letech 1915–1916.
Jednotky třídy G 85:
| Jméno | Zahájení stavby | Spuštění na vodu   | Zařazena do služby | Status |
| ----- | --------------- | ------------------ | ------------------ | --- |
| G 85  | 1915            | 24. července 1915  | prosinec 1915      | Dne 21. dubna 1917 byl v Doverské úžině potopen ve střetu s britskými torpédoborci HMS Swift a HMS Broke.                        |
| G 86  | 1915            | 24. srpna 1915     | leden 1916         | V listopadu 1918 internován ve Scapa Flow. Dne 21. června 1919 při incidentu ve Scapa Flow potopen vlastní posádkou. Sešrotován. |
| G 87  | 1915            | 22. září 1915      | únor 1916          | Dne 30. března 1918 v Severním moři potopen minou.                                                                               |
| G 88  | 1915            | 16. října 1915     | březen 1916        | Dne 8. dubna 1917 u pobřeží Flander potopen britskými čluny CMB.                                                                 |
| G 89  | 1915            | 11. prosince 1915  | květen 1916        | V listopadu 1918 internován ve Scapa Flow. Dne 21. června 1919 při incidentu ve Scapa Flow potopen vlastní posádkou. Sešrotován. |
| G 90  | 1915            | 15. ledna 1916     | červen 1916        | Dne 11. listopadu 1916 ve Finském zálivu potopen minou.                                                                          |
| G 91  | 1915            | 16. listopadu 1915 | červenec 1916      | V listopadu 1918 internován ve Scapa Flow. Dne 21. června 1919 při incidentu ve Scapa Flow potopen vlastní posádkou. Sešrotován. |
| G 92  | 1915            | 15. února 1916     | srpen 1916         | V listopadu 1918 internován ve Scapa Flow. Dne 21. června 1919 při incidentu ve Scapa Flow potopen vlastní posádkou. Sešrotován. |
| G 93  | 1915            | 11. července 1916  | září 1916          | Dne 30. března 1918 v Severním moři potopen minou.                                                                               |
| G 94  | 1915            | 1. srpna 1916      | říjen 1916         | Dne 30. března 1918 v Severním moři potopen minou.                                                                               |
| G 95  | 1915            | 29. srpna 1916     | listopad 1916      | Roku 1920 předán Velké Británii. Sešrotován.                                                                                     |

## Konstrukce
Hlavní výzbroj torpédoborců G 85–G 91 představovaly tři 88mm kanóny TK L/45 C/14, šest 500mm torpédometů (dva dvojité, dva jednoduché) se zásobou osmi torpéd a až 24 námořních min. Pohonný systém tvořily tři kotle Marine a dvě parní turbíny Germania o výkonu 24 000 hp, pohánějící dva lodní šrouby. Měly dva komíny. Nejvyšší rychlost dosahovala 33,5 uzlu. Neseno bylo 326 tun topného oleje. Dosah byl 1760 námořních mil při rychlosti dvacet uzlů.
Torpédoborce G 92–G 95 měly posílenou hlavňovou výzbroj tří 105mm kanónů. Počet torpédometů a min se nezměnil.

### Modifikace
Roku 1916 byly přeživší torpédoborce G 85–G 89 a G 91 přezbrojeny třemi 105mm kanóny.